# Principe anthropique
Ne doit pas être confondu avec Entropie (thermodynamique).
 (août 2016).
Le principe anthropique est un principe épistémologique selon lequel les observations de l'Univers doivent être compatibles avec la présence d'un observateur étant une entité biologique douée de conscience et dotée d'une culture. Cette contrainte pourrait permettre d'orienter l'heuristique de la recherche scientifique fondamentale.
Ce principe, proposé par l'astrophysicien Brandon Carter en 1974, se décline en deux versions principales. Le principe anthropique faible dit que ce que nous pouvons nous attendre à observer doit être compatible avec les conditions nécessaires à notre présence en tant qu’observateurs, sinon nous ne serions pas là pour l'observer. Le principe anthropique fort postule que les paramètres fondamentaux dont l'Univers dépend sont réglés pour que celui-ci permette la naissance et le développement d’observateurs en son sein à un certain stade de son développement. En d'autres termes les observations de l'Univers seraient contingentes dans la version « faible » alors qu'elles seraient au contraire nécessaires dans la version « forte ».
La première variété ressemble à une simple tautologie, la seconde à une prise de position métaphysique. Cependant, l'une comme l'autre relèvent d'observations de physique et en particulier en cosmologie, où il semble que les lois de la physique comportent un grand nombre d'ajustements fins sans lesquels l'Univers n'aurait pas eu une stabilité suffisante pour que la vie puisse avoir le temps d'y apparaître, ou bien pour que les étoiles puissent s'allumer ou former d'éléments lourds (niveaux énergétiques permettant à l'hélium de fusionner en fer).

## Différentes formulations
La première discussion moderne concernant le principe anthropique et citant ce nom est due à Brandon Carter en 1974, même si l'auteur affirme l'avoir déjà évoquée oralement quatre ans plus tôt mais qu'il ne pensait pas alors ses idées sur la question suffisamment mûres pour être couchées sur papier.
Brandon Carter cite deux formulations différentes du principe anthropique :
- « le principe anthropique faible », selon lequel nous devons prendre en compte que notre position dans l'Univers (ou le multivers, s'il existe) est nécessairement privilégiée au sens où elle doit être compatible avec l'existence d'une forme de vie évoluée, puisque nous sommes là pour l'observer[2]. Cette démarche conduit à remarquer qu'il est tautologique de constater certains ajustements fins au moins concernant les sites où précisément la vie apparaît et s'interroge sur elle-même ;
- le « principe anthropique fort », selon lequel l'Univers doit (obligation, et non supposition) avoir des lois et des paramètres fondamentaux afin que des êtres évolués puissent y apparaître à un certain moment[3].

À la première formulation, Brandon Carter ajoute également ce qu'il appelle des prédictions non anthropiques, que d'autres auteurs appelleront le principe anthropique trivial, constat que certaines grandeurs physiques ne sont pas contingentes à l'existence de l'espèce humaine, mais découlent inévitablement des lois de la physique. En guise d'exemple, B. Carter cite le fait que les étoiles, malgré leur grande diversité apparente, se distribuent sur une échelle de masse assez étroite plus ou moins centrée sur la masse solaire, c'est-à-dire que le nombre de nucléons d'une étoile est fatalement de l'ordre de 1057. Ce résultat découle de considérations assez simples issues de l'évolution stellaire.
Le principe anthropique fort, si on l'admet, aboutit à trois possibilités :
- il existe un ou plusieurs univers organisés pour faire apparaître des êtres évolués ;
- les observateurs sont nécessaires non seulement à la constatation, mais même à l'existence d'un univers observable ;
- il existe un ensemble d'univers avec toutes sortes de conditions. Parmi ces univers, une partie permet l'émergence de la vie sous plusieurs formes et nous sommes peut-être, ou peut-être pas, dans un tel univers. Voir l'article Multivers.

Les idées liées au principe anthropique ont donné lieu à de nombreuses discussions. Les définitions données par John Barrow et Frank Tipler sont par exemple légèrement différentes de celles proposées initialement par Brandon Carter.

## Arguments en faveur du principe anthropique
En dehors de l'ajustement fin des paramètres physiques de l'Univers, certains éléments mènent à s'interroger sur son caractère anthropique.

### Probabilité d’obtenir par hasard une protéine
Pierre Perrier aurait calculé la probabilité d’obtenir « par hasard » certaines protéines qui constituent les briques fondamentales de la vie en estimant le nombre maximal d'interactions moléculaires ayant eu lieu dans l’océan primordial où est apparue la vie. Chaque protéine est constituée de 20 acides aminés différents. Sa conclusion est que, quel que soit le chemin emprunté, la réalisation des différentes probabilités demande plus de temps que l’âge de la Terre (soit plus de 4,5 milliards d’années). Cette modélisation s'intéresse de ce fait à la création directe à un instant donné d'une molécule complexe sans phases intermédiaires, ce qui ne s'observe que rarement en chimie (voir Catalyseur).
A contrario, même une molécule aussi complexe que l'ADN humain (qui contient trois milliards de paires de bases, dont 3 % codent des protéines), se constituant depuis l'origine de la vie sur Terre, soit 3,8 milliards d'années, aurait le temps d'émerger à raison de moins d'une base par an, le processus darwinien éliminant sur des milliards d'entre elles les ajouts inappropriés[réf. nécessaire].
Selon Harold Morowitz et Mickael Denton, pas moins d’une centaine de protéines seraient indispensables à la survie et à la reproduction d’une cellule primitive (5 pour synthétiser les corps gras, 8 pour l’approvisionnement en énergie, 10 pour la synthèse des nucléotides de l’ARN et de l’ADN et 80 pour synthétiser ses protéines), ce qui ajoute deux ordres de grandeur au nombre précédent si l'on souhaite que l'ensemble se soit produit de front. Ainsi, l’hypothèse d’une création « par hasard » à un instant donné d’une cellule primitive vivante comportant non pas 1 mais 100 protéines sur une seule planète semble très improbable étant donné la complexité des schémas mis en jeu.
Depuis, l'étude de champ profond du télescope Hubble a suggéré qu'il existerait 1010 galaxies, chacune comptant environ 1010 étoiles, le tout fournissant 20 ordres de grandeur supplémentaires pour le tirage aléatoire. Un article de Nature d'octobre 2016 remonte encore d'un facteur 10 cette première estimation.
Quant au nombre d'heures écoulées entre la formation de la Terre et les plus anciennes traces de vie, soit moins d'un milliard d'années, il est de moins de 8 766 milliards, soit près de 12 ordres de grandeur supplémentaires. Il est donc à ce stade difficile de conclure.

### Position et environnement de la Terre dans l’Univers
Différentes caractéristiques relatives à la position de la Terre dans l'Univers et à son environnement plaident en faveur du principe anthropique :
- si le Soleil ne se situait pas à mi-chemin du bord de la Galaxie et entre deux de ses bras en spirale, les êtres vivants, soit auraient été victimes de radiations dangereuses et de poussières de comètes (plus près du centre ou d’un des bras), soit n’auraient pas existé du tout faute de matériaux lourds pour construire la vie (plus éloigné du centre ou d’un des bras)[9]. De plus, la distance du Soleil aux deux bras de la Galaxie demeure constante, lui évitant d’être aspiré par l'un des bras[10] ;
- si Jupiter et Saturne n’avaient pas existé, leurs masses énormes n’auraient pas servi de « paratonnerres » pour protéger la Terre en attirant les météorites, lesquelles auraient provoqué un taux de bombardement rédhibitoire pour l'apparition d'organismes complexes[11] ;
- si la Lune n’existait pas, l’axe de rotation de la Terre aurait pu changer constamment, rendant l'apparition et le maintien de la vie complexe très difficile, voire impossible[12] ;
- si la distance moyenne entre les étoiles dans notre Galaxie était différente, la vie serait impossible. Si elle était plus grande, les produits des explosions des supernovas seraient tellement diffus que les planètes n’auraient pas pu se former. Si elle était plus petite, les orbites des planètes seraient déstabilisées[13] ;
- si la quantité de matière dans l’Univers (les milliards d’autres galaxies et cette « matière noire » dont nous ignorons la nature exacte) était différente, la force d'inertie sur Terre serait modifiée[Note 2] et la vie impossible[14]. Ainsi l’Homme n’apparaît-il plus comme « perdu » sur une planète insignifiante au milieu de l’Univers : le reste du cosmos lui est indispensable ;
- la nature du Soleil est tout à fait surprenante par rapport à celle des autres étoiles : sa composition, la variation de sa luminosité, son orbite galactique sont inhabituelles. Si la nature du Soleil était différente, la vie serait impossible[9].

### Impossibilité d’une bulle de vrai vide
Certains tenants du principe anthropique (notamment Jean Staune) ont développé deux arguments (celui-ci et le suivant) en faveur d’un principe anthropique « superfort ». Ce principe consiste à dire que non seulement l’Univers est adapté à l’existence des observateurs que nous sommes, mais aussi à l’existence d’observateurs beaucoup plus intelligents et avancés que nous.
Le premier argument est l’impossibilité de création d’une bulle de « vrai vide ». Au début des années 1980, l’hypothèse selon laquelle la création d’une bulle de « vrai vide » pourrait conduire à la destruction de notre Univers a été prise très au sérieux. Dix ans plus tard, Andreï Linde a montré que cette bulle ne pourrait pas se former si les masses du quark top et du boson de Higgs étaient supérieures à un certain seuil. La masse du quark top a depuis été mesurée à 173,34 ± 0,76 GeV/c2 et elle s’avère supérieure au seuil. Celle du boson de Higgs est maintenant estimée avec certitude entre 125 et 126 GeV/c2, ce qui est bien supérieur au seuil.

### Conjecture de protection chronologique
Le deuxième argument est l’impossibilité du voyage dans le temps. Le voyage dans le temps n’entraînerait pas a priori la destruction de l’Univers, mais désorganiserait sensiblement sa cohérence et favoriserait le chaos. C’est ce que Stephen Hawking a appelé la « conjecture de protection chronologique » car elle n’est pas encore démontrée. Cependant, Kip Thorne, chaque fois qu’il a essayé de démontrer que le voyage dans le temps était théoriquement possible via les trous de ver, a vu le trou de ver disparaître avant de pouvoir fonctionner.

## Arguments contre le principe anthropique
Le principal argument des détracteurs du principe anthropique faible est son aspect tautologique. C'est cependant justement cette tautologie qui le rend inattaquable selon ses défenseurs. D’autres arguments ont été évoqués, de type scientifique.

### Les univers parallèles
Andreï Linde a conçu un modèle dans lequel des mini-univers s’engendrent les uns les autres. Certains ont les mêmes caractéristiques que leurs parents, d’autres ont connu des mutations qui les rendent très différents. En grossissant, ces mini-univers se détachent de leurs parents et plus aucun contact ni passage d’un univers à l’autre n’est possible. Le cosmos serait donc un ensemble de mini-univers s’engendrant les uns les autres et le nôtre aurait par hasard, seul ou non, les constantes adéquates pour que la vie consciente ait une chance de s’y développer.
Le modèle de Linde implique l’existence d’un grand nombre (1080 ou 10100) d’Univers, voire d’une infinité d’Univers, peut-être continue (« espace des possibles » ; voir Gabriele Veneziano#La leçon inaugurale). Il n’est alors plus improbable que nous soyons dans un de ceux ayant reçu par hasard les bonnes constantes au même titre que si l’on joue au loto toutes les combinaisons de front, on est sûr de gagner.
Ce modèle est difficilement vérifiable s’il n’y a pas de connexion possible entre les différents mini-univers. Ces questions sont cependant à l'étude (voir David Deutsch#Travaux).

### Section efficace du neutron lors d'une fission nucléaire
La réaction de fission nucléaire est fondée sur la section efficace du neutron. Dans un matériau fissile, par exemple un bloc d'uranium 235, un neutron frappant un atome d'uranium 235 le transforme en uranium 236. L'uranium 236 ainsi formé étant instable, il se scinde en deux atomes plus petits et émet plusieurs neutrons qui vont à leur tour frapper des atomes d’uranium 235 voisins, provoquant une réaction en chaîne.
Si la section efficace du neutron était plus grande, la fission nucléaire, donc les bombes A et H, seraient économiquement inenvisageables (car nécessitant un volume de matière fissile beaucoup plus important), ce qui, selon les opposants au principe anthropique, va à l’encontre d’un Créateur ayant pour seule finalité la vie et l'homme ; l’Allemand Otto Hahn, découvrant la fission de l’uranium et les possibilités de réaction en chaîne qui en découlaient, aurait dit à ses collaborateurs « Dieu ne le permettra pas ». L’astrophysicien Jean-Pierre Petit a développé le concept de principe thanatothropique (thanatos signifie « la mort » en grec) à partir de cette constatation.
L’impossibilité de l'application de la réaction nucléaire en chaîne, débouchant sur une explosion d'une masse critique, ne correspond cependant pas à une « sécurité » de l’Univers au même titre que l’impossibilité d’une bulle de vrai vide ou l’impossibilité du voyage dans le temps, car l’énergie nucléaire peut avoir des applications positives alors que la bulle de « vrai vide » ou le voyage dans le temps ne semblent pas en apporter sans conséquences négatives (dans le cas du voyage dans le temps, une « dissociation de réalité » apparaîtrait). Un supposé Créateur, s’il existe, n'avait pas de raison d'interdire la possibilité de l'utilisation de l’énergie nucléaire.

## Débats
La connotation clairement finaliste, pour ne pas dire théologique et religieuse, du principe anthropique fort a suscité de nombreux débats depuis vingt ans dans la communauté scientifique. Le principe anthropique faible, lui, n'est pas concerné par cette connotation.
- Chercheurs favorables au principe anthropique fort :
Joe Rosen, Nicola Dallaporta, George Coyne, Trinh Xuan Thuan, Guillermo Gonzalez, Jay Richards (en), Léonard Susskind, Frank Tipler, Freeman Dyson, Jean Staune, George Smoot.

Albert Einstein a évoqué à un moment de sa vie « l’harmonie des lois de la nature dévoilant une intelligence si supérieure que toutes les pensées humaines et toute leur ingéniosité ne peuvent révéler, face à elle, que leur néant dérisoire ». Cette opinion est pondérée par ce qu'il exprime dans une lettre datée d'un an avant sa mort, où il explique ne croire en l'existence d'aucun Dieu personnel.
- Chercheurs défavorables au principe anthropique fort (mais non au faible) :
Stephen Hawking, Martin Rees, Heinz Pagels, Malcolm Sim Longair, Christian Magnan, Jacques Monod, Steven Weinberg, Jean-Pierre Petit.